# Швајцарска на Европском првенству у атлетици у дворани 1975.
Швајцарска је учествовала на 6. Европском првенству у дворани 1975.  одржаном  8. и 9. марта у Спортско-забавној дворани Сподек у Катовицама, (Пољска). Репрезентацију Швајцарске у њеном шестом учешћу на европским првенствима у дворани представљало је троје спортиста (2 мушкрца и 1 жена) који су се такмичили у 4 дисциплине 2 мушке и 2 женскe.
Са једном освојеном бронзаном медаљoм  Швајцарска је у укупном пласману заузела 11. место од 15 земаља које су на овом првенству освајале медаље, односно 25 земаља учесница.
Најуспешнија је била Мета Антенен која је освојила медаљу. Мета Антенен је једини освајач медаља за Швајцарску после 6 европских првенстава у дворани по једну златну  и сребрну и 2 бронзане.
У табели успешности према броју и пласману такмичара који су учествовали у финалним такмичењима (првих 8 такмичара) Швајцарска је са три учесника у финалу и 11 бодова заузела 14 место  од 18 земаља које су имале представнике у финалу, односно 24 земаље учеснице, њих 6 нису имале ниједног учесника у финалу: Аустрија, Данска, Луксембург Норвешка Турска и Шпанија.
| Плас. | Земља      | 1. место | 2. место | 3. место | 4. место | 5. место | 6. место | 7. место | 8. место | Бр. финал. - Бод. |
| ----- | ---------- | -------- | -------- | -------- | -------- | -------- | -------- | -------- | -------- | ----------------- |
| 14.   | Швајцарска | −        | −        | 1 − 6    | −        | −        | 1 − 3    | 1 − 2    | −        | 3 − 11            |

## Учесници
| Бр. | Дисциплина   | Мушкарци     | Жене          | Укупно |
| --- | ------------ | ------------ | ------------- | ------ |
| 1.  | 1.500 м      | Вернер Мајер |               | 1      |
| 3.  | 60 м препоне | Беат Пфистер | Мета Антенен  | 2      |
| 4.  | Скок удаљ    |              | Мета Антенен* | 1*     |
|     | Укупно 4     | 2            | 1 * (2)*      | 3 (4)* |

- Звездица уз име такмичара означава да је учествовао у више дисциплина
- Звездица уз број у загради означава да су у њега још једном урачунати такмичари који су учествовали у више дисциплина.

## Освајачи медаља (1)

### Бронза (1)
Мета Антенен — скок удаљ

## Резултати

### Мушкарци
| Атлетичар    | Дисциплина   | Лични рекорд | Квалификације | Квалификације | Полуфинале           | Полуфинале | Финале   | Финале  | Детаљи |
| Атлетичар    | Дисциплина   | Лични рекорд | Резултат      | Место         | Резултат             | Место      | Резултат | Место   | Детаљи |
| ------------ | ------------ | ------------ | ------------- | ------------- | -------------------- | ---------- | -------- | ------- | ------ |
| Вернер Мајер | 1.500 м      |              | 3.46,5 кв     | 3. у гр. 2    |                      |            | 3:58,9   | 7. / 19 |        |
| Беат Пфистер | 60 м препоне |              | 7,98          | 8. у гр. 2    | Нијеу се квалификово | 19. / 23'  |          |         |        |

### Жене
| Атлетичарка   | Дисциплина   | Лични рекорд | Квалификације | Квалификације | Полуфинале | Полуфинале | Финале   | Финале   | Детаљи |
| Атлетичарка   | Дисциплина   | Лични рекорд | Резултат      | Место         | Резултат   | Место      | Резултат | Место    | Детаљи |
| ------------- | ------------ | ------------ | ------------- | ------------- | ---------- | ---------- | -------- | -------- | ------ |
| Мета Антенен  | 60 м препоне | 8,19 НРд     | 8,22 кв       | 3. у гр. 1    |            |            | 8,60     | 6. / 12' |        |
| Мета Антенен* | скок удљљ    | 6,69 НРд     |               |               |            |            | 6,28     |          |        |

## Биланс медаља Швајцарске после 6. Европског првенства у дворани 1970—1976.
|      | ЕП         |   |   |   |   | УП   |
| 1—2. | 1970—1971. | 0 | 8 | 0 | 0 | 0    |
| 3.   | 1972.      | 0 | 1 | 0 | 1 | = 10 |
| 4.   | 1973.      | 0 | 0 | 0 | 0 | = 18 |
| 5.   | 1974.      | 1 | 0 | 1 | 2 | = 15 |
| 6.   | 1975.      | 0 | 0 | 1 | 1 | = 15 |
| 1—6  | Укупно     | 1 | 1 | 2 | 4 | 15   |
| ---- | ---------- | - | - | - | - | ---- |

|    | Атлетичар/ка |   |   |   |   |
| 1. | Мета Антенен | 1 | 1 | 2 | 4 |
| -- | ------------ | - | - | - | - |

## Освајачи медаља Швајцарске после 6. Европског првенства 1970—1975.
|    | Атлетичар/ка     | м | ж | ЕП       | Дисциплина   |   |   |   |   |
| -- | ---------------- | - | - | -------- | ------------ | - | - | - | - |
| 1. | Мета Антенен (1) |   | ж | 1972.    | скок удаљ    |   |   |   | 1 |
| 2. | Мета Антенен (2) |   | ж | 1974.    | скок uдаљ    |   |   |   |   |
| 3. | Мета Антенен (3) |   | ж | 1974.    | 60 м препоне |   |   |   | 2 |
| 4. | Мета Антенен (4) |   | ж | 1975.    | скок uдаљ    |   |   |   | 1 |
|    | Укупно           | 0 | 4 | 1970—75. |              | 1 | 1 | 2 | 4 |